# Corpo emorragico
Per corpo emorragico si intende un follicolo appena scoppiato e pieno di sangue coagulato durante il ciclo ovarico.

## Fisiologia
Durante la fase luteinica del ciclo ovarico i follicoli esplodono, i macrofagi puliranno il follicolo delle tracce di sangue. In seguito le cellule della teca granulosa occuperanno quello spazio, si tratta dunque di una formazione temporanea.